# ستيف إلينغتون
ستيف إلينغتون (بالإنجليزية: Steve Ellington)‏ هو موسيقي أمريكي، ولد في 26 يوليو 1941 في أتلانتا في الولايات المتحدة، وتوفي في 22 مارس 2013 في مونتغومري في الولايات المتحدة.

## وصلات خارجية
- ستيف إلينغتون على موقع ميوزك برينز (الإنجليزية)
- ستيف إلينغتون على موقع أول ميوزيك (الإنجليزية)
- ستيف إلينغتون على موقع ديسكوغز (الإنجليزية)